# 肝中心静脈
肝中心静脈（かんちゅうしんじょうみゃく、英: central veins of liver, central venule）は組織学用語であり、肝小葉の中心に見られる静脈である。各小葉中心に1本ずつある。
肝中心静脈は、肝類洞で混合された血液を受け取り、肝静脈を介して循環に戻す。すなわち消化管からの静脈血の循環は以下の通りとなる：門脈血（上腸間膜静脈と脾静脈が合流して形成される）は肝類洞に流入し、これらはすべて肝中心静脈に排出され、肝静脈を経て下大静脈に至る。